# Collectief ontslag
Als er een grote groep werknemers om bedrijfseconomische redenen wordt ontslagen, kan het gaan om een collectief ontslag.

## Nederland
In Nederland betreft collectief ontslag het ontslag van minimaal twintig personen binnen een periode van drie maanden. Een ontslag is collectief als de Wet Melding Collectief Ontslag (WMCO) van toepassing is. Is deze wet niet aan de orde, dan is het een ontslag om bedrijfseconomische redenen, zoals bijvoorbeeld een reorganisatie. Er wordt bij sluiting van een bedrijf (faillissement) ook wel gesproken van een collectief ontslag.
Collectief ontslag gaat via het Uitvoeringsinstituut Werknemersverzekeringen (UWV). De werkgever dient eerst zowel het UWV als de vakbonden met leden binnen het bedrijf het voornemen tot collectief ontslag te melden. Vervolgens onderhandelt de werkgever met de vakbonden en meestal ook de ondernemingsraad over het ontslagplan. Bij collectief ontslag geldt een wachttijd van 1 maand, tenzij de vakbonden instemmen met het ontslag. Meestal zal de werkgever zelf of samen met de vakbonden een sociaal plan opstellen, maar dat is niet verplicht. In het sociaal plan wordt onder andere de ontslagvolgorde, begeleiding bij ontslag en de hoogte van de ontslagvergoeding geregeld.

## België
In België spreekt men in geval van collectief ontslag ook wel van de 'Renaultprocedure', genaamd naar de Wet-Renault.